# Mary Kay
Mary Kay (Brussel, 1932), geboren als Mariette De Vet, was een jazz-vocalist en tekstschrijfster.

## Biografie
Mary Kay begon als tiener op te treden met grote Belgische bigbands. Haar talent werd al snel opgemerkt, en als tiener werkte ze samen met internationale jazzgrootheden. Ze ging op tournee en trad op met de klarinettist Benny Goodman, die haar wilde meenemen naar de Verenigde Staten om zich daar bij zijn band aan te sluiten.
Na een periode van muzikale stilte om haar kinderen op te voeden, keerde Mary Kay terug naar de jazzscene en werkte ze samen met vooraanstaande musici zoals pianist Eugen Cicero, mondharmonicaspeler Toots Thielemans, trombonist en bandleider Peter Herbolzheimer en met de bigband van Quincy Jones op het Montreux Jazz Festival.
In België omringde ze zich met jazziconen zoals drummer Bruno Castellucci, bassist Jean Warland en pianist Francis Coppieters. Ook werkte ze met jongere generaties jazzmuzikanten, waaronder gitarist en producer Jeanfrançois Prins, bassist Bart De Nolf, pianiste Nathalie Loriers en pianist Vincent Bruyninckx.

## Discografie
Hoewel Mary Kay een lange en succesvolle carrière had, bracht ze slechts één album uit: Make Someone Happy (2018). Dit album, waarop onder andere Toots Thielemans meespeelt, toont haar vocale veelzijdigheid. Het album werd geproduceerd door Jeanfrançois Prins en bevat bijdragen van enkele van de beste Belgische jazzmuzikanten.

### Make Someone Happy(2018)
- Mary Kay – zang
- Toots Thielemans – chromatische mondharmonica
- Jeanfrançois Prins – gitaar
- Nathalie Loriers – piano, synthesizer
- Jean Warland – contrabas
- Dré Pallemaerts – drums[4]

- MusicBrainz: 779fb47b-476b-4d77-bd44-03376381981e